# Stenodynerus punctifrons
Stenodynerus punctifrons är en stekelart som först beskrevs av Thomson 1874.  Stenodynerus punctifrons ingår i släktet smalgetingar, och familjen Eumenidae. Inga underarter finns listade i Catalogue of Life.